# Ancistrocerus rhipheus
Ancistrocerus rhipheus är en stekelart som först beskrevs av Cameron.  Ancistrocerus rhipheus ingår i släktet murargetingar, och familjen Eumenidae. Inga underarter finns listade i Catalogue of Life.